# Energia de fusió

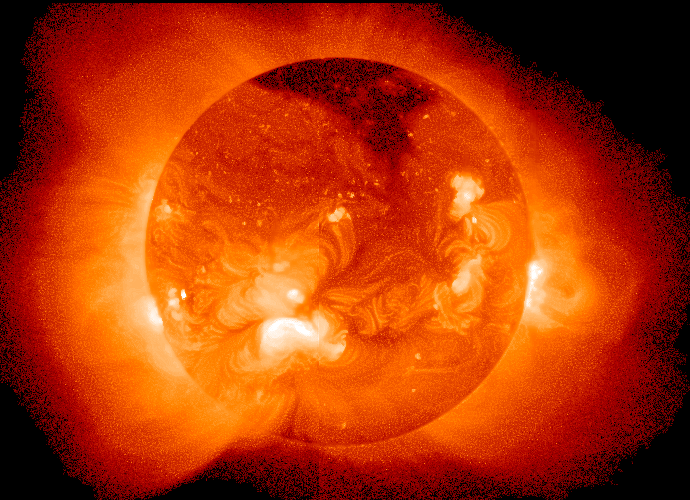
El Sol és un reactor de fusió natural.

L'energia de fusió és l'energia alliberada en realitzar-se una reacció de fusió nuclear. En aquest tipus de reacció, dos nuclis atòmics lleugers es fusionen per forma un nucli més pesat, de manera que s'allibera una gran quantitat d'energia. Aquest procés ocorre de manera natural en el Sol, i ha estat imitat artificialment per l'home en la bomba d'hidrogen, on l'energia alliberada provoca una forta explosió. S'espera que en el futur la reacció de fusió nuclear pugui usar-se per a produir energia elèctrica en un hipotètic reactor de fusió nuclear, on la fusió ocorreria de manera controlada.
La majoria d'estudis existents per al disseny d'una central nuclear de fusió fan servir les reaccions de fusió per a generar calor, que farà funcionar una turbina de vapor que al seu torn activarà els generadors per a produir electricitat, com passa actualment en les centrals tèrmiques, que fan servir combustibles fòssils, o en les centrals nuclears de fissió. En cas que s'aconsegueixi tindrà grans avantatges econòmics i ambientals, ja que per a la producció d'una certa quantitat d'energia caldrà una petita quantitat de combustible, i a més la radioactivitat resultant en els residus de la fusió serà comparativament molt baixa respecte a la de les centrals de fissió.
La investigació sobre els reactors de fusió va començar a la dècada de 1940, però fins ara, cap disseny no ha produït més sortida d'energia de fusió que l'entrada d'energia elèctrica. Actualment, l'experiment més gran que s'està duent a terme és el Joint European Torus (JET). El 1977, el JET va produir un pic de 16,01 MW d'energia de fusió corresponent al 65% de l'energia subministrada, amb una potència de més de 10 MW sostinguda durant més de 0,5 segons. El juny de 2005 es va anunciar la construcció del reactor experimental ITER, dissenyat per a produir de forma continuada més energia de fusió que l'energia que se li subministra en forma de plasma.

## Fusió de confinament magnètic
Un reactor de confinament magnètic consta de plasma deuteri-triti escalfat a temperatures de fusió confinat per un camp magnètic. Vist que el combustible està en forma de plasma els camps magnètics són ideals per controlar-lo. Això és així perquè es troben ionitzats, la seva càrrega electrica fa que segueixin les línies del camp magnètic. D'aquesta manera el plasma no entra en contacte amb les parets del reactor, cosa que dissiparia la calor i podria fondre-les. La forma més efectiva pel confinament magnètic és una forma toroidal ja que el camp magnètic fa un circuit tancat. Hi han uns quants d’aquests dispositius construïts anomenats Tokamak. El plasma necessita ser escalfat a uns 10 milions de graus celsius, temperatura semblant a la del nucli del sol. Per escalfar el plasma es necessiten sistemes d’escalfament auxiliars per mantenir la reacció. La majoria d’energia alliberada en la reacció és en forma d’energia cinètica en un neutró que s'allibera a la reacció. Com el neutró no té càrrega no està influenciat pel camp magnètic cosa que farà que xoqui contra la paret del reactor transferint l'energia en forma de calor. Aquesta calor es pot capturar amb aigua que actua com a refrigerant per després utilitzar l’aigua calenta per generar vapor i accionar turbines com en qualsevol central elèctrica

## Fusió de confinament inercial
Per iniciar la reacció en els reactors de confinament d’inèrcia s'utilitzen uns làsers centrats en una pastilla de combustible (deuteri-triti) per escalfar la part més externa de la pastilla fent que exploti aquesta part comprimint la resta de la pastilla. Aquest procés fa que es produeixin ones de xoc, amb suficients ones de xoc comprimeixen la resta del combustible fent que inici una reacció de fusió en cadena (ignició) des del centre cap en fora.

## Fusió d'objectiu magnetitzat
La fusió d’objectiu magnetitzat s'assoleix amb una combinació del confinament magnètic i el confinament d’inèrcia. Iniciant l’ignició amb l'escalfament de compressió proveït pels làsers com en el confinament d’inèrcia. I transportant el plasma amb un camp magnètic com en el confinament magnètic. Aquesta combinació fa que es trigui menys a iniciar l’ignició que en els de confinament magnètic i es pot obtenir fusió per més temps que amb el confinament d’inèrcia. Per això es pot fer amb velocitats de compressió i menys temps de confinament.

## Registres
Els registres de fusió continuen avançant:
| Domini                                               | Curs | Grava                                | Dispositiu                                                                      | Notes |
| ---------------------------------------------------- | ---- | ------------------------------------ | ------------------------------------------------------------------------------- | --- |
| Temperatura del plasma                               | 2012 | 1,8×109 K                            | Focus-Fusion 1                                                                  | |
| Poder de fusió                                       | 1997 | 1,6×107 W                            | JET                                                                             | |
| Energia de fusió Tokamak                             | 2022 | 5,9×107 J                            | JET                                                                             | Més energia global que el rècord de 1997, però menys potència, ja que es va centrar en la durada sostinguda |
| Energia de fusió ICF                                 | 2021 | 1,3×106 J                            | National Ignition Facility                                                      | |
| Velocitat de tir ICF                                 | 2013 | 3 milions de trets durant 3 setmanes | El Naval Research Laboratory ho va demostrar amb un sistema làser basat en gas. | |
| Pressió plasmàtica                                   | 2016 | 2,05 atm                             | Alcator C-Mod                                                                   | |
| Criteri Lawson                                       | 2013 | 1,53×1024 eV·s/m3                    | JT-60.                                                                          | |
| Factor de guany d'energia de fusió Q                 | 1997 | 0,69                                 | Joint European Torus (JET)                                                      | 16 MW de potència en comparació amb els 23 MW de calefacció per plasma.                                     |
| Temps de confinament (configuració de camp invertit) | 2016 | 300 ms                               | Configuració inversa del camp de Princeton                                      | No es va observar fusió.                                                                                    |
| Temps de confinament (stellarator)                   | 2019 | 100 s                                | Wendelstein 7-X                                                                 | |
| Temps de confinament (tokamak)                       | 2022 | 17 min                               | EAST                                                                            | |
| Temps de confinament x temperatura (tokamak)         | 2021 | 1,2×10 K·s                           | EAST                                                                            | |
| Beta                                                 | 1998 | 0,4                                  | Small Tight Aspect Ratio Tokamak                                                | |
| Temperatura (tokamak esfèric compacte)               | 2022 | 1×108 K                              | Tokamak Energy                                                                  | |
| Temperatura x temps (tokamak)                        | 2021 | 3×109 K·s                            | KSTAR                                                                           | |